# 4908 Ворд
4908 Ворд (4908 Ward) — астероїд головного поясу, відкритий 17 вересня 1933 року.
Тіссеранів параметр щодо Юпітера — 3,635.